# Eurycentrum atroviride
Eurycentrum atroviride är en orkidéart som beskrevs av Johannes Jacobus Smith. Eurycentrum atroviride ingår i släktet Eurycentrum och familjen orkidéer. Inga underarter finns listade i Catalogue of Life.